# Trioza testacea
Trioza testacea är en insektsart som först beskrevs av Blanchard 1852.  Trioza testacea ingår i släktet Trioza och familjen spetsbladloppor. Inga underarter finns listade i Catalogue of Life.